# Bienal de Cuenca

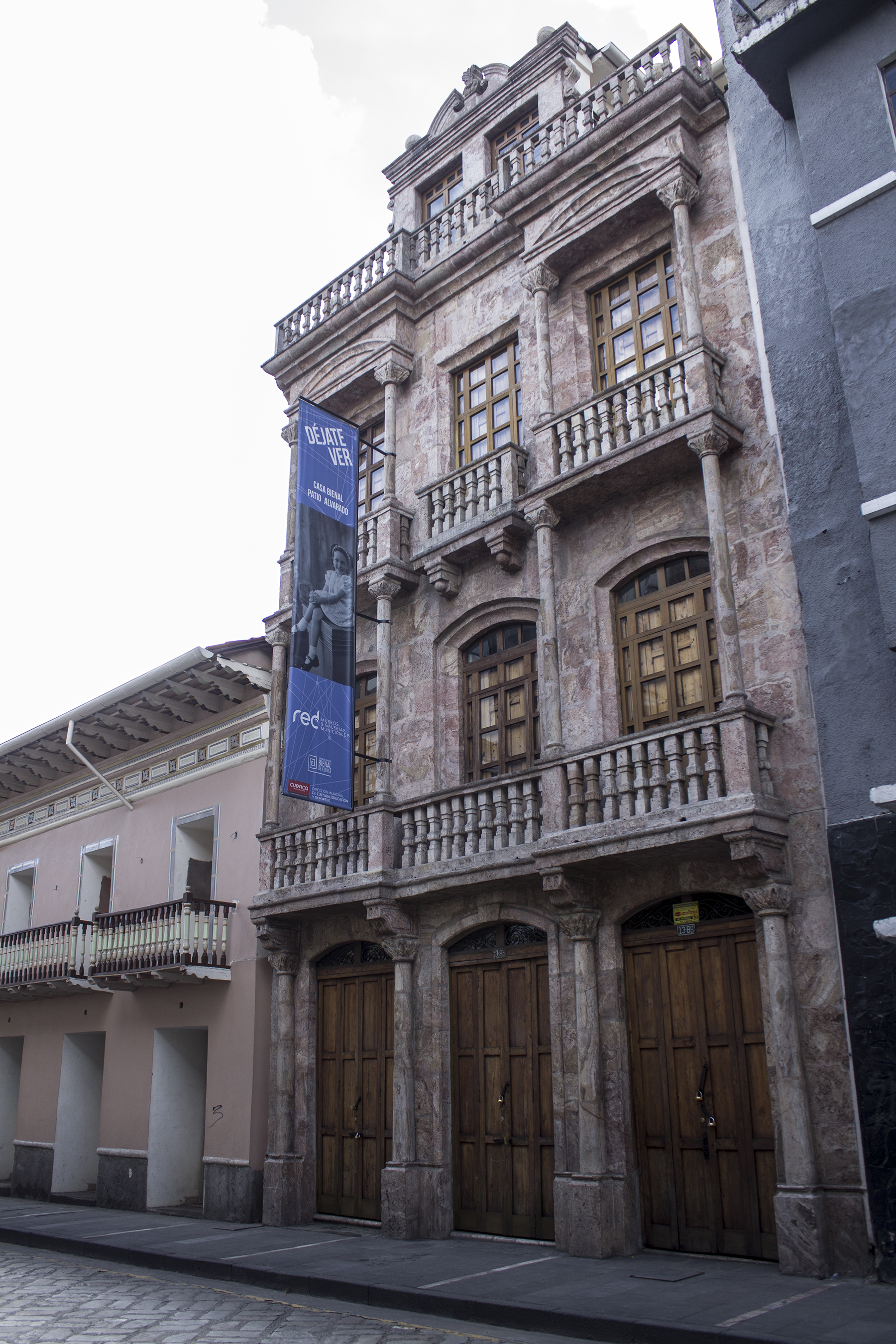
Casa Bienal Patio Alvarado en Cuenca, Ecuador.

La Bienal de Cuenca es una exposición de arte contemporáneo celebrada cada dos años en la ciudad de Cuenca, Ecuador. Su formato es el habitual en eventos de este tipo: una gran exposición, a cargo de uno o más curadores, que incluye un buen número de creadores actuales y que aspira a dar una visión amplia sobre el arte y la sociedad de su época. Una particularidad de la Bienal de Cuenca es que, desde sus inicios, en cada edición se otorgan tres premios que implican la adquisición de obras para la Colección de la Bienal. Eso ha convertido a esta colección en una de las más destacadas de Ecuador.

## Historia
La Bienal fue concebida por la artista cuencana Eudoxia Estrella en 1985. La primera edición se inauguró dos más tarde (1987). Si al principio la Bienal era exclusivamente de pintura, con los años abrazó otras manifestaciones artísticas. A partir de 2002, la organización recae en una Fundación Municipal, lo que permitió incrementar la ambición de las ediciones posteriores.

## Ediciones
Bienal I (1987). En la I Bienal participaron 135 artistas procedentes de 21 países que expusieron 321 obras. El jurado estuvo compuesto por Efraín Jara Idrovo de Ecuador, Adelaida de Juan de Cuba, Edmundo Rivadeneira de Ecuador y Raquel Tíbol de México. Los premiados fueron Julio Le Parc (Argentina), Carlos Colombino (Paraguay) y Myrna Báez (Puerto Rico).
Bienal II (1989). En esta edición participaron 119 pintores de 22 países. Se expusieron 285 obras. El jurado fue integrado por Juan Acha de México, Aracy Amaral de Brasil, Luis Martínez de Ecuador, Bélgica Rodríguez de Venezuela, Hernán Rodríguez Castelo de Ecuador y María Luisa Torrens de Uruguay. Los premiados fueron Arcangelo Ianelli (Brasil), Enrique Tábara (Ecuador) y Arnaldo Roche (Puerto Rico)
Bienal III (1991) En la exposición participaron 118 artistas de 22 países con 314 obras. El jurado, estuvo integrado por Federico Morais de Brasil, Gerardo Mosquera de Cuba, Edward J. Sullivan de EE. UU., Carlos Rojas de Ecuador, Mauricio Bueno de Ecuador y Luis Fernando Valencia de Colombia. Los premiados fueron María de Mater O´Neill (Puerto Rico), Félix Perdomo (Venezuela), Gustavo Acosta (Cuba).
Bienal IV (1995) Esta Bienal contó con 176 artistas de 29 países, exponiendo un total de 429 obras. El jurado estuvo integrado por Shifra Goldman de Estados Unidos, Ángel Kalenberg de Uruguay, Nicolás Svistoonoff de Ecuador, Marianne de Tolentino de República Dominicana y Oswaldo Viteri de Ecuador. Los premiados fueron Ignacio Iturría (Uruguay), José Perdomo (República Dominicana),  Jaune Quick-to-see Smith (EEUU)
Bienal V (1997) Esta Bienal convocó a 130 artistas de 25 países, exponiendo un total de 239 obras. Actuaron como jurado Marjorie Devon (Estados Unidos), Ana María Escallón (Colombia), Ramiro Jácome (Ecuador), William Jeffett (Reino Unido), Patricio Muñoz (Ecuador), Guillermo Núñez (Chile). Los artistas premiados fueron Ernesto Zález (Venezuela), Marcos Restrepo (Ecuador), José Morales (Puerto Rico).
Bienal VI (1999) En esta Bienal participaron 139 artistas de 26 países con 287 obras. El jurado estuvo conformado por Lisbeth Rebollo Gonçalves de Brasil como presidenta, Pablo Barriga y Jorge Dávila V. de Ecuador. Los premiados fueron Emmanuel Nassar (Brasil), Marcos Alvarado (Ecuador), Gina López (Colombia).
Bienal VII (2001) Esta fue la primera edición que se abrió de forma decidida a otras disciplinas, más allá de la pintura.  Se exhibieron obras de artistas de 19 países con un total de 84 artistas y 145 obras. Los premiados fueron: Teresa Margolles (México), Francisco Larios Osuna (México) y Matilde Marín (Argentina).
Bienal VIII (2004) El curador fue Carlos Rojas. En esta Bienal hubo la participación de 23 países, con 78 artistas que presentaron 75 obras. Los premiados fueron Ricardo González-Elías (Cuba), Alexander Apóstol (Venezuela) y José Alejandro Restrepo (Colombia)
Bienal IX (2007)  El curador fue Diego Jaramillo. Contó con la participación, en concurso, de 19 países y 49 artistas quienes expusieron 135 obras. Los premiados fueron Esteban Piedra (Costa Rica), Juan Pablo Ordóñez (Ecuador) y Mateo López (Colombia). 
Bienal X (2009) Fue curador José Manuel Noceda, del Centro Wilfredo Lam. Contó con la colaboración de la red internacional curatorial conformada por museos, institutos y asociaciones vinculados con el arte contemporáneo. Los premiados fueron Magdalena Fernández (Venezuela), Saidel Brito (Ecuador) y el colectivo Sub (Argentina). 
Bienal XI (2011) Fue curada por Katya Cazar, Hernán Pacurucu y Cristóbal Zapata (Ecuador), Agnaldo Farias (Brasil) y Fernando Castro Flores (España). Los premiados fueron Oswaldo Maciá (Colombia), Shilda Gupta (India), y Waltercio Caldas (Brasil). 
Bienal XII (2014) Fue curada por Giacopo Crivelli Visconti (Brasil) y Manuela Moscoso (Ecuador). El jurado estuvo compuesto por Oswaldo Macià (Colombia), Guillermo Santamarina (México) y Ferran Barenblit (Argentina - España). Los premiados fueron Saskia Calderón (Ecuador), Meric Algun Ringborg (Suecia) y Daniel Steegmann (Brasil). 
Bienal XIII (2016) El curador fue Dan Cameron (EEUU). Los premiados fueron José Carlos Martinat (Perú), Osvaldo Terreros (Ecuador) y Cao Fei (China). 
Bienal XIV (2019). Los premiados fueron Eric Beltrán (México), Julien Bismuth (Francia) y Ana Guedes (Portugal). 
Bienal XV (2021). Celebrada durante la pandemia del Covid-19. La curadora fue Blanca de la Torre (España). Los premiados fueron Fabiano Kueva (Ecuador), Tania Candiani (México) y Cristina Lucas (España). 
Bienal XVI (2023). El curador fue Ferran Barenblit (Argentina-España). Los premiados fueron Alexander Apóstol (Venezuela), Voluspa Jarpa (Chile) y Patricio Palomeque (Ecuador). 